# عاكف أبو عاصي
عاكف أبوعاصي هو مخرج أردني (23 يونيو 1968) ولد في عمان بالأردن عمل مخرج لمدة طويلة في التلفزيون الأردني، وبعد انتقاله إلى قطر عمل مدة طويلة أيضاً مخرجا في الجزيرة الرياضية التي أصبحت تسمى بي إن سبورتس الإعلامية.

## المشاركات في المهرجانات
أخرج أبوعاصي فيلم «الطريق الطويل للمدرسة» من إنتاج التلفزيون الأردني وبطولة الطفلة الأردنية رزانة سعد السيلاوي البالغة من العمر تسع سنوات. هذا الفيلم فاز بجائزة في مهرجان القاهرة السينمائي للإذاعة والتلفزيون.

## وصلات خارجية
- عاكف أبو عاصي في IMDb
- صفحة عاكف أبو عاصي في قاعدة بيانات الأفلام العربية